# Tusken Mar en Klif
Tusken Mar en Klif was een waterschap in het zuidwesten van Friesland van 1967 tot 1996. Het waterschap had zijn zetel in Balk.
Het grondgebied lag bij oprichting in de gemeenten Gaasterland, Sloten, Lemsterland, Hemelumer Oldeferd en Wymbritseradeel en besloeg grofweg de vierhoek Stavoren - Workum - Sint Nicolaasga - Lemmer.
Na een besluit daartoe door Gedeputeerde Staten van Friesland in 1965 ontstond Tusken Mar en Klif op 1 januari 1967 uit een fusie van acht waterschappen: De Brandemeer, De Grens, De Grote Noordwolderpolder, De Kei, De Langesloot, De Luts, Wainserwar en Woudsend c.a.. In de loop der jaren werden alle boezemwaterschappen en particuliere polders in het zuidwesten van Friesland opgeheven en toegevoegd aan Tusken Mar en Klif. Deze fusie was onderdeel van de eerste waterschapsconcentratie in de provincie Friesland. Per 1 januari 1997 ging het waterschap bij de tweede concentratie op in Wetterskip Boarn en Klif, die in 2004 weer opging in het huidige Wetterskip Fryslân.